# Spondyliaspis plicatuloides
Spondyliaspis plicatuloides är en insektsart som först beskrevs av Walter Wilson Froggatt 1900.  Spondyliaspis plicatuloides ingår i släktet Spondyliaspis och familjen rundbladloppor. Inga underarter finns listade i Catalogue of Life.